# Leviathan (Colorado)
Leviathan ist eine US-amerikanische Power- und Progressive-Metal-Band aus Littleton, Colorado, die im Jahr 1989 gegründet wurde, sich 1998 auflöste und seit 2009 wieder aktiv ist.

## Geschichte
Die Band wurde im Jahr 1989 von den Gitarristen Ronnie Skeen und Steve Fugate und dem Sänger Tom Braden gegründet. Vervollständigt wurde die Besetzung durch den Schlagzeuger Ty Tammeus und den Bassisten James Escobedo. Durch Band wurde nach einem Pseudonym von Harry Conklin (Jag Panzer) während seiner Zeit bei Satan’s Host benannt. Nachdem Fugate durch John Lutzow ersetzt worden war, erschien im Jahr 1991 eine erste selbstbetitelte EP. Auf dem folgenden Album Deepest Secrets Beneath, das 1993 aufgenommen wurde, war Jack Aragon als neuer Sänger vertreten. Danach kam es fast zum Zerfall der Band. Skeen und Lutzow schafften es jedoch neue Mitglieder zu gewinnen, sodass Jeff Ward den Gesang, Derek Blake den Bass und Trevor Helfer das Schlagzeug übernahm. In dieser Besetzung nahmen sie 1996 das zweite Album Riddles, Questions, Poetry, & Outrage auf. Durch das Album erreichte die Gruppe einen Plattenvertrag bei Century Media. 1997 trat die Band auf dem Powermal Festival in Baltimore auf. Im selben Jahr erschien zudem das nächste Album Scoring the Chapters. Aufgrund von Problemen mit dem Label sowie durch musikalische Erschöpfung kam es zur Auflösung der Band im Jahr 1998.
Im Jahr 2001 gründeten der Gitarrist Lutzow und der Bassist Derek Blake ein neues Projekt namens Braver Since Then. 2007 machte sich dieses Projekt auf die Suche nach einem neuen Schlagzeuger, woraufhin Trevor Helfer, ehemals bei Leviathan tätig, auf die Gruppe aufmerksam wurde. Dadurch kam es zu einer Wiederbelebung des Projektes Leviathan im Jahr 2009, in dem sie ein Konzert zur Wiedervereinigung im Januar 2010 plante. Das Konzert wurde als DVD und CD veröffentlicht. Nachdem die Gruppe zudem neues Material entwickelt hatte, erschien Anfang 2011 das Studioalbum At Long Last, Progress Stopped to Follow. Nach zweijähriger Arbeit, was etwa 2.000 Arbeitsstunden entspricht, folgte das nächste Album Beholden to Nothing, Braver Since Then.

## Stil
Im Vorwort eines Interviews mit John Lutzow erklärte Michael Kohsiek vom Rock Hard, dass die Band anfangs Power Metal spielte und seit Scoring the Chapters verstärkt auch auf Progressive Metal setze. Laut Lutzow gehe es auf Beholden to Nothing, Braver Since Then um Themen wie „Politik, finanzielle Nöte, um das Erreichen von Glück, obwohl man nichts besitzt, um Gier, verantwortungsvolles Leben, Ehrlichkeit – und im Hauptstück des Albums natürlich um Religion und all ihre Folgen“. Als Einflüsse gibt er vor allem Filme an, was man auch an diversen Filmzitaten aus Quiz Show, Captain America, The Rum Diary, Shameless, Der Exorzist und Mr. Show with Bob and David, sowie von Bill Maher auf dem Album merke. Laut Andreas Schöwe vom Metal Hammer spiele die Band auf Riddles, Questions, Poetry, & Outrage „melodischen, mit progressiven Breaks garnierten Power Metal“ und zog einen Vergleich mit Nevermore heran. Leviathan setze jedoch auf ruhige Passagen, während die Werke von Nevermore turbulenter seien. Die Arrangements würde teilweise an The Bard's Song von Blind Guardian erinnern.

## Diskografie
- 1991: Leviathan (EP, Eigenveröffentlichung)
- 1994: Deepest Secrets Beneath (Album, Rock the Nations Records)
- 1996: Riddles, Questions, Poetry, & Outrage (Album, Century Media)
- 1997: Scoring the Chapters (Album, Corrosive Records)
- 2010: Leviathan Resurrected (Live-Album, Corrosive Records)
- 2010: Deepest Secrets Beneath & Leviathan EP (Kompilation, Corrosive Records)
- 2011: At Long Last, Progress Stopped to Follow (Album, Stonefellowship Recordings)
- 2014: Beholden to Nothing, Braver Since Then (Album, Stonefellowship Recordings)